# Амальфи (Колумбия)
Амальфи (исп. Amalfi) — город и муниципалитет на севере Колумбии, на территории департамента Антьокия. Входит в состав субрегиона Северо-Восточная Антьокия.

## История
Поселение, из которого позднее вырос город, было основано 25 апреля 1838 года. Муниципалитет Амальфи был выделен в отдельную административную единицу в 1843 году.

## Географическое положение

Муниципалитет Амальфи

Город расположен в северо-восточной части департамента, в гористой местности Центральной Кордильеры, на расстоянии приблизительно 86 километров к северо-востоку от Медельина, административного центра департамента. Абсолютная высота — 1716 метров над уровнем моря.

Муниципалитет Амальфи граничит на западе и северо-западе с муниципалитетом Анори, на юго-западе — с муниципалитетом Гуадалупе, на юге — с муниципалитетами Гомес-Плата и Йоломбо, на востоке — с муниципалитетами Ремедиос и Вегачи, на северо-востоке — с муниципалитетом Сеговия. Площадь муниципалитета составляет 1210 км².

## Население
По данным Национального административного департамента статистики Колумбии, совокупная численность населения города и муниципалитета в 2012 году составляла 21 615 человек.
Динамика численности населения муниципалитета по годам:
| 2005   | 2006   | 2007   | 2008   | 2009   | 2010   | 2011   | 2012   |
| ------ | ------ | ------ | ------ | ------ | ------ | ------ | ------ |
| 20 525 | 20 665 | 20 826 | 20 985 | 21 138 | 21 295 | 21 449 | 21 615 |

Согласно данным переписи 2005 года мужчины составляли 50,3 % от населения Амальфи, женщины — соответственно 49,7 %. В расовом отношении белые и метисы составляли 99,7 % от населения города; негры, мулаты и райсальцы — 0,3 %.
Уровень грамотности среди всего населения составлял 79,1 %.

## Экономика
Основу экономики Амальфи составляют сельскохозяйственное производство и сахарная промышленность.

65,6 % от общего числа городских и муниципальных предприятий составляют предприятия торговой сферы, 25,5 % — предприятия сферы обслуживания, 8,8 % — промышленные предприятия, 0,1 % — предприятия иных отраслей экономики.

## Транспорт
К востоку от города расположен одноимённый аэропорт (ICAO: SKAM, IATA: AFI).